# Квантова електроніка
Квантова електроніка — галузь фізики, що має справу з квантовими ефектами, пов'язаними із специфікою руху електронів в силових полях, властивостями твердого тіла, та взаємодією із фононами.
Сьогодні менше використовується в науковій термінології (оскільки по великому рахунку рух електронів в твердому тілі є по замовчуванню квантове явище, що не має аналогій в класичній механіці), тому цей термін поглинули інші галузі фізики: фізика твердого тіла, що регулярно використовує квантову механіку при розгляді гальваномагнітних явищ, що пов'язані з електронами. Спеціальне використання в електроніці, що також пов'язана із фізикою напівпровідників.
Сьогодні ця категорія в основному використовується в лазерних технологіях, оскільки їх принцип роботи чисто квантовий, і базується на взаємодії фотонів з електронами: оптичне поглинання, спонтанне випромінювання, та вимушена еміссія.
Цей термін широко використовувався в 1950-х та в 1970-х роках минулого століття. Сьогодні, основний творчий вихід із даної категорії в основному належить до квантової оптики, особливо в тому випадку, коли її основи витікають не з атомної фізики, а з фізики твердого тіла.